# Samsung Galaxy A55 5G
Il Samsung Galaxy A55 (o Samsung Galaxy A55 5G) è uno smartphone prodotto da Samsung, facente parte della serie Samsung Galaxy A. È stato presentato l'11 marzo 2024 e reso disponibile il 15 marzo 2024.

## Caratteristiche tecniche

### Hardware
Il Galaxy A55 è uno smartphone con form factor di tipo slate, le cui dimensioni sono di 161,1 × 77,4 × 8,2 mm e pesa 213 grammi. Il dispositivo è dotato di un vetro anteriore Gorilla Glass Victus+, di un telaio in alluminio e di una scocca posteriore in vetro Gorilla Glass. È resistente alla polvere e all'acqua secondo la certificazione IP67 (fino a 1 metro per 30 minuti).
Il dispositivo supporta la connettività GSM, HSPA, LTE, 5G, Wi-Fi 802.11 a/b/g/n/ac/6 dual-band, e Wi-Fi Direct. Inoltre, è dotato di Bluetooth 5.3 con A2DP e LE, di GPS con GLONASS, GALILEO, BDS, e QZSS, supporta l'NFC (solo in alcune aree geografiche).
È disponibile anche in versione dual SIM dual standby (con la seconda SIM che usa lo slot condiviso con la microSD) e in una versione che supporta anche eSIM.
Possiede una porta USB-C 2.0 con supporto OTG, ma non dispone di un ingresso jack audio da 3,5 mm.
È dotato di schermo touchscreen capacitivo da 6,6 pollici di diagonale, di tipo Super AMOLED, con risoluzione 1080 × 2340 pixel, frequenza d'aggiornamento di 120 Hz, HDR10+, luminosità massima di 1000 nits e un rapporto d'aspetto 19,5:9.
La batteria è da 5000 mAh (non removibile), e supporta la ricarica cablata a 25 W.
Il chipset è un Samsung Exynos 1480, con processo produttivo a 4 nm, con CPU octa-core (4 Cortex-A78 a 2.75 GHz e 4 Cortex-A55 a 2 GHz) e GPU Xclipse 530.
I tagli della memoria interna vanno dai 128 ai 256 GB espandibili con una MicroSDXC, mentre la RAM varia dai 6 ai 12 GB (12gb di Ram non si trova in commercio ne sul sito Samsung) (in base alla versione scelta).

### Fotocamera
La fotocamera posteriore ha un sensore principale da 50 megapixel, con apertura f/1.8 (grandangolare) e autofocus PDAF, un sensore ultra-grandangolare da 12 MP e f/2.2, e un sensore macro da 5 MP e f/2.4. È dotata di autofocus, OIS, HDR, e flash LED, ed è in grado di registrare video alla risoluzione di 4K a 30 fps e 1080p a 30/60 fps con stabilizzazione elettronica dell'immagine (gyro-EIS).
La fotocamera anteriore è singola, da 32 MP con apertura f/2.2, e in grado di registrare video in 4K (o in 1080p) a 30/60 fps.

### Software
Il sistema operativo di default è Android 14, con l'interfaccia utente One UI 6.1.

## Colorazioni
Il Samsung Galaxy A55 è disponibile in quattro colorazioni: Iceblue, Lilac, Navy e Lemon.